# Natuchajewskaja
Natuchajewskaja (ros. Натухаевская) – stanica w Rosji, w Kraju Krasnodarskim.
Według danych z 2002 miejscowość zamieszkują głównie Rosjanie (79%) i Ormianie (11,4%).